# Nepal Pride
Nepal Pride är en årligt återkommande prideparad i Katmandu i Nepal som avhålls den andra lördagen i juni. 
Den första paraden anordnades av 
Queer Youth Group den 29 juni  2019. År 2020 och 2021 begränsades aktiviteterna av Covid-19-pandemin och arrangemangen hölls virtuellt. Vid paraden år 2022 hölls tal på flera av landets inhemska språk med tolkning till teckenspråk.
Paraden har successivt växt från en demonstration av en liten grupp individer med en enda banderoll år 2019 till ett evenemang med hundratals deltagare från alla delar av HBTQ+-rörelsen.